# ETF Airways
ETF Airways est une compagnie aérienne croate effectuant des vols charters et d'affrètement ACMI. ETF dans ETF Airways signifie "Enjoy The Flight" . Elle est basée à l’aéroport de Dubrovnik en Croatie.
Le transporteur a été fondé par un groupe de pilotes de ligne et de professionnels de l'industrie.

## Histoire
La compagnie aérienne a été officiellement enregistrée en novembre 2020, visant à être opérationnelle avec un Boeing 737-800 à l'été 2021 sur des vols charters depuis plusieurs pays européens vers des destinations de vacances le long de la côte adriatique de la Croatie. Début 2021, la société a annoncé qu'elle exploiterait initialement deux avions au cours de sa première saison estivale, un troisième devant arriver au début de 2022 et prévoit jusqu'à sept avions d'ici 2025. Le démarrage des opérations était prévu pour le mois d'avril.

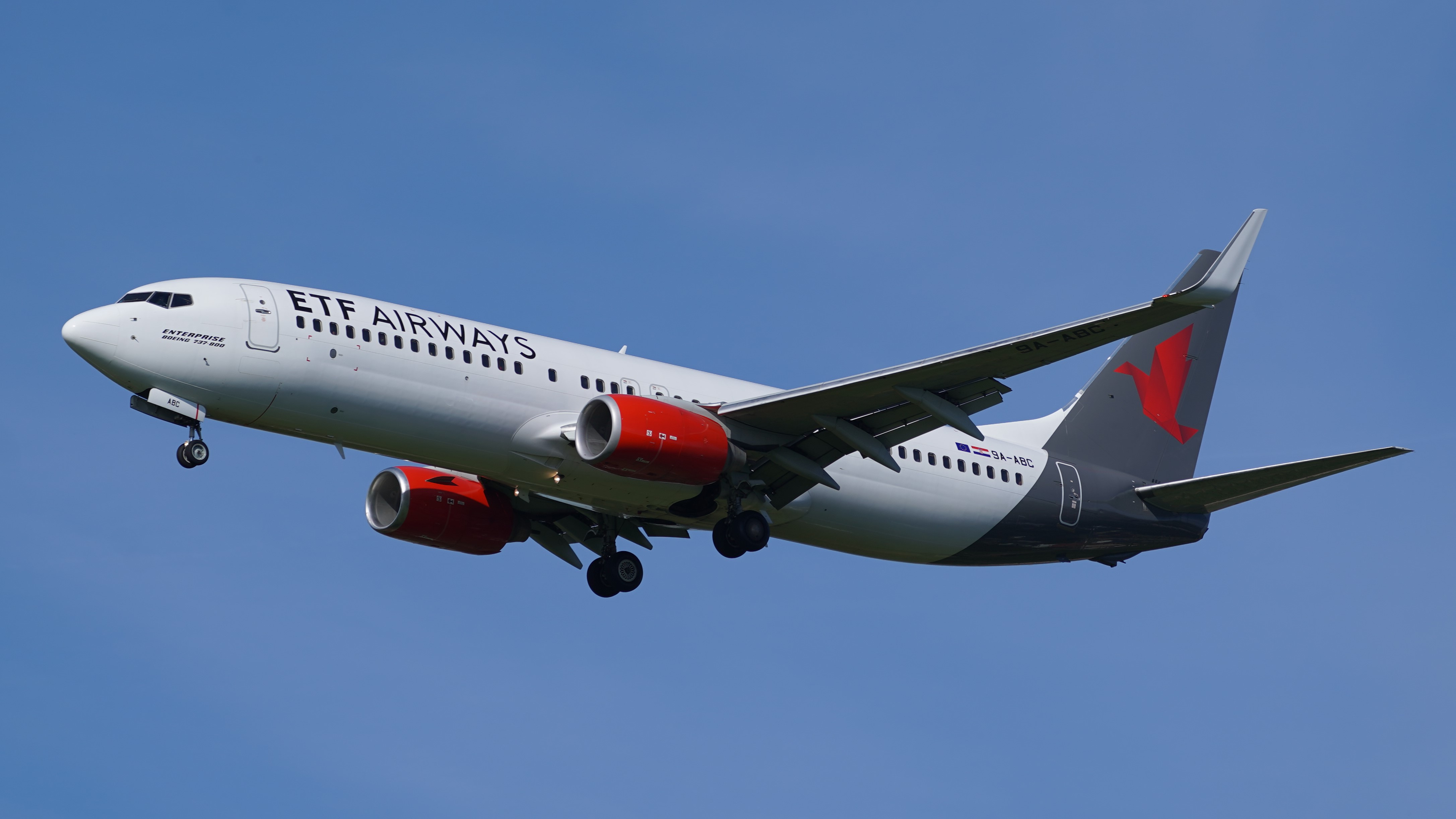
Boeing 737-800

La certification a été achevée le 28 mai 2021 lorsque son certificat d'exploitation aérienne (numéro HR-105) , et sa licence d'exploitation (numéro HR-OL-29)  ont été délivrés par l'Agence croate de l'aviation civile.Le premier Boeing 737-800, immatriculé 9A-LAB et nommé « Voyager »  (en référence au vaisseau spatial de la série de films Star Trek ) a été livré en Croatie le 22 mai 2021.
Un second, 9A-ABC - nommé Enterprise, a suivi en juin.
Avant le début des opérations, ETF Airways a signé un accord avec le voyagiste kosovar MyWings pour baser un avion à Pristina pour des vols à partir de là vers plusieurs destinations en Europe au nom de MyWings.
Les opérations commerciales ont commencé le 4 juin 2021 avec un vol entre Pristina et Helsinki. Les opérations d'affrètement au départ de Pristina se sont avérées quelque peu fructueuses pour la jeune compagnie aérienne et finalement le deuxième Boeing 737-800 a également été utilisé pour les opérations au Kosovo pendant la haute saison. Ainsi, ETF Airways a effectivement opéré sur d'autres marchés que prévu initialement.
Fin 2021, la livrée MyWings a été appliquée sur 9A-LAB alors que l'avion continuait d'exploiter sa location avec équipage à long terme pour le compte du voyagiste kosovar. Parallèlement, la jeune compagnie décroche un contrat d'exploitation avec la compagnie française Corsair pour son deuxième Boeing 737. À partir du 22 décembre 2021, il a été utilisé sur des allers-retours quotidiens entre La Réunion et Mayotte pour le compte du transporteur français.
Fin juin 2022, ETF Airways reçoit un troisième Boeing 737-800 immatriculé 9A-KOR, nommé Discovery. 

Logo de la filiale Fly-Li.

ETF Airways annonce durant l'été 2022, la création de deux nouvelles filiales implantées en outre-mer français. La première, Fly-Wi (Fly West ) sera basée sur l'aéroport de Fort de France en Martinique et la seconde, Fly-Li sur l'aéroport de Saint-Denis de la Réunion. Un Boeing 737-800 sera affecté à chaque filiale. Les vols débuteront à la fin de l'année 2022. Pour cette expansion de la compagnie ETF Airways, deux Boeing 737-800 viendront augmenter la flotte fin 2023. Fly-Wi et Fly-Li seront dirigées par Samuel Vivarès qui durant 10 ans a été le directeur régional aux Antilles de Corsair International.
Fly-Wi desservira Fort de France, Pointe à Pitre, Port au Prince (Haïti), Cayenne (Guyane), Belém (Brésil), Santiago de Cuba et La Havane (Cuba) et Fly-Li desservira Saint Denis de la Réunion, Mamoudzou (Mayotte), Antananarivo et Nosy Be (Madagascar).

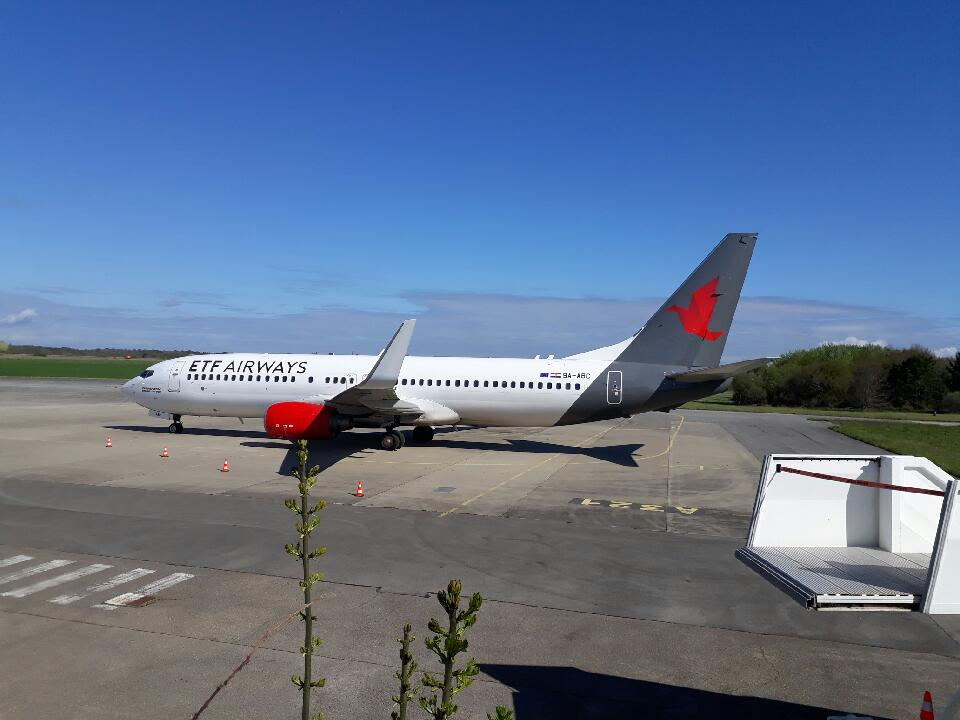
Boeing 737-800 immatriculé 9A-ABC sur l'aéroport de Lorient (France)

## Flotte
L'ETF Airways se compose des avions suivants (en septembre 2022) :
| Avion          | En service | Commandes | Passagers | Remarques         |
| -------------- | ---------- | --------- | --------- | ----------------- |
| Boeing 737-800 | 3          | 2         | 189       | 2 en attente 2023 |
| Total          | 3          |           |           |                   |

1 Boeing 737-800 par base: Paris, Amsterdam et Pristina.

## Accidents et incidents
- Pendant le pic d'été, début août 2021, l'un de ses avions (9A-LAB) a subi une panne du moteur gauche après avoir aspiré un lapin dedans lors de l'atterrissage à l'aéroport de Brême en Allemagne. En conséquence, l'avion a été hors service pendant 12 jours, ce qui aurait causé un million d'euros de dépenses pour les réparations et le remplacement des avions. L'avion a été remis en service avec un moteur de remplacement, tandis que le moteur concerné a été envoyé à l'atelier pour réparation. La compagnie aérienne croate a blâmé les autorités de l'aéroport de Brême pour négligence permettant à la faune d'entrer sur la piste en service, un événement qui se serait produit à de nombreuses reprises[12].